# Virdžinija Apgar
Virdžinija Apgar (engl. Virginia Apgar; 7. jun 1909 — 7. avgust 1974) je bila inovatorka Apgar testa za novorođenčad.
Virdžinija Apgar, specijalizovala je anesteziologiju i pedijatriju. U svoje vreme, bila je vodeći anesteziolog i faktički osnivač neonatologije. Najširoj javnosti, a posebno roditeljima, poznata je po svojoj medicinskoj inovaciji - Apgar testu, kojim se značajno smanjila stopa mortaliteta kod novorođenčadi u svetu.
Želela je da postane hirurg, ali je usled obeshrabrivanja od strane dr. Alana Viplija odustala. Orijentisala se na anesteziologiju i već 1938. godine postaje direktorka novoformiranog odeljenja anesteziologije na klinici u Kolumbiji.
Virdžinija, 1949. godine, postaje redovna profesorka Kolumbijskog univerziteta, a 1953. počinje da primenjuje test, koji se praktikuje i danas i koji upravo po njoj nosi ime.
Objavila je više od 60 naučnih radova i veliki broj tekstova za dnevne i nedeljne novine u Sjedinjenim državama, pokušavajući mladim majkama da objasni pravilan način brige o bebama. 
Smatrala je “da su žene slobodne, čim napuste matericu” i iz tog razloga nikada nije pristupala Ženskom pokretu ili organizacijama koje se bore za prava žena. Virdžinija nikada nije stupala u brak i nije imala dece.

## Spoljašnje veze
- Biography from profiles in science
- Mount Holyoke biography
- Columbia biography
- The Virginia Apgar Papers
- MIT biography Архивирано на веб-сајту  (25. фебруар 2003)
- PBS
- National Women's Hall of Fame Архивирано на веб-сајту  (17. јун 2002)
- Changing the Face of Medicine
- Full biography on WhoNamedIt.com
- [https://web.archive.org/web/20110723192904/http://apgar.net/virginia/ Grandnephew's memorial page at apga
- http://www.mojpedijatar.co.rs/sr/article/velikani-medicine-virdzinija-apgar/76